# 丁学良
丁学良（1953年—），安徽宣城人，中国政治社会学家，香港科技大学教授、博士生导师，卡内基国际和平基金会高级研究员，澳洲国立大学亚太研究院通讯研究员，兼任浙江大学等高校的荣誉教授或顾问教授。

## 生平
丁学良13岁考入安徽省宣城中学并主动投身到当时家乡的文革当中，是最年轻的红卫兵之一。当时丁学良主要负责“文攻”，担任当地红卫兵报纸主编。等到官方逮捕闹事的学生领袖时，因年纪小而“逃过一劫”。　　
1968年“上山下乡”后，丁学良因家境贫寒，属于“出身好”的背景，被选入“革命委员会”做文书工作。五年后，再以“工农兵学员”身分，到合肥工业大学。但基本上无法好好读书，学生经常按照官方运动方向，天天批判邓小平等中共高层，直到文革结束。
在复旦大学攻读硕士期间的论文受到于光远、苏绍智的赏识，1982年毕业后进入中国社会科学院工作。丁学良差点没有拿到他在国内的哲学硕士学位，因为当时他的论文题目是社会哲学范畴内相当敏感的话题，大意是社会主义社会需要将人道主义作为社会的基本价值之一。1983年，丁学良的硕士论文《马克思的“人的全面发展观”概览》出版，荣获中华人民共和国首届“中青年社会科学奖”一等奖，获得留学美国的机会。1984年赴哈佛大学留学，1987年获得硕士，1992年获得社会学博士学位，师从社会思想大师丹尼尔·贝尔。
毕业后在澳洲国立大学高等研究院从事研究工作，然后加入香港科技大学。在2006-2008学年期间，任卡内基国际和平基金会高级研究员，在北京从事有关区域竞争力和全球人才流动项目的研究，以及中美在和平发展和可持续发展两大领域里的学术交流；同时期，他还兼任中国政法大学等几所大学的客座教授。2008年9月，他回到香港科技大学。
丁学良在环太平洋诸国家和地区从事比较现代化的研究和教学，先后工作于哈佛大学本科生院、澳洲国立大学亚太研究院和香港科技大学社会科学部。他获得的学术性质奖励和资助包括美国匹兹堡大学“大学校长研究奖学金”、“哈佛大学奖学金”、“福特基金会个人研究基金”、“澳洲国立大学-北京大学学术交流年度基金”、香港“大学研究基金会”等。
丁学良的英文、中文著作和论文分别由剑桥大学出版社、牛津大学出版社、联经出版、北京大学出版社、British Journal of Political Science, Problems of Post-Communism, The China Quarterly, The China Journal, Asian Survey, Crime, Law & Social Change等发表。

## 言论
余叙述有关于海外华人的爱国主义，其文章中提到，丁学良曾经谈到一大批海外华人所宣扬的 “爱国主义”时说（页面存档备份，存于）：“在这些人的‘爱国主义’的民族主义下面，其实有一种深层的、不易被人觉察的自私心理。他们只愿意享受中国‘国家强大、原子弹、国际地位’这些国际实力方面给他们这样的中国人——已经成为他国公民，定居西方，但仍被白种人看作中国人——所能够带来的心理上的满足，亦即作为一个中国人的尊严和面子。但是，他们本身却丝毫不愿意承受普通中国老百姓为支撑国家的实力所承受的可怕负担和所付出的巨大代价。尤其在道德上不能接受的是：每当普通的中国老百姓在可怕的负担和代价的重压下发出呻吟和微弱的抗议声的时候，这些海外的爱国主义者还要大加指责。”
2005年10月接受《中华工商时报》采访时提出“中国真正意义上的经济学家最多不超过5个，国内有的著名经济学家连在国际上最好的50个经济系里当研究生的资格都不够”，引起广泛的关注和争议。